# Dorstenia indica
Dorstenia indica là một loài thực vật có hoa trong họ Moraceae. Loài này được Wight mô tả khoa học đầu tiên năm 1853.